# Stéphane Drouot
Pour les articles homonymes, voir Drouot (homonymie).
Stéphane Drouot, né le 15 avril 1960 à Neuilly-sur-Seine et mort le 22 janvier 2012 à Villiers-le-Bel, est un acteur et réalisateur français.
Il est principalement connu pour avoir réalisé Star Suburb : la banlieue des étoiles, sorti en 1983.

## Biographie

### Mort
Stéphane Drouot meurt le 22 janvier 2012 du sida et est incinéré à Saint-Ouen-l'Aumône.

## Filmographie partielle

### Réalisateur et scénariste
- 1983 : Star Suburb : la banlieue des étoiles

### Acteur
- 1998 : Intoxication, de Gaspar Noé
- 2002 : Irréversible de Gaspar Noé